# Алымова, Глафира Ивановна
Глафи́ра Ива́новна Алы́мова, в первом браке Ржевская (1758—1826) — фрейлина Екатерины II, одна из первых русских арфисток, предмет увлечения Ивана Ивановича Бецкого. Кавалерственная дама ордена Святой Екатерины (1797).

## Биография
Родилась в селе Голяжье (ныне Отрадное), которым владел её отец (Брянский уезд Севской провинции Белгородской губернии). 19-й, посмертный, ребёнок полковника Ивана Акинфиевича Алымова. Один из её братьев, Григорий Иванович Алымов, служивший в Сибири, женат был на единокровной сестре В. А. Жуковского Буниной. Приходилась дальней родственницей Пушкину и Вульфам. Владела домом на Фурштатской улице (дом 20, не сохранился), где уже после её смерти, с мая до осени 1832 года снимал квартиру А. С. Пушкин

### В институте
С 6-ти лет воспитанница Смольного института, пользовалась особой любовью и покровительством Екатерины II, отличавшей музыкальные дарования юной Алымовой. Известен портрет воспитанницы кисти Д. Г. Левицкого, входящий в цикл «Смолянок», где она изображена играющей на арфе — она была известна своим искусством. Игру на арфе преподавал Жан Батист Кардон, у него же училась Прасковья Жемчугова.
Входила в первый выпуск института 1776 года, закончила воспитание «первою» и была награждена золотой медалью первой величины и «знаком отмены» — золотым вензелем Екатерины на белой ленте с 3 золотыми полосками. За 11 лет, проведённых в Смольном, «Алимушка», как её звала императрица, стала всеобщей любимицей благодаря своему веселому характеру. Екатерина писала ей: "«Алимушка… ты заслуживаешь великую мою благодарность за приятное приветствие, тобою мне сделанное, и что ты умеешь выманивать монахинь из келий своею игривостью, и ещё по многим другим причинам». Также её любила великая княгиня Наталья Алексеевна, которая занималась с ней музыкой и обещала взять в свою свиту — уже будучи больной княгиня посылала Глафире записки и цветы вместе с графом А. К. Разумовским.
По окончании института стала фрейлиной императрицы.

### Бецкой
Пожилой Иван Иванович Бецкой, куратор Смольного института, обратил на неё особенное внимание ещё когда девушка воспитывалась в Смольном. В своих воспоминаниях она писала:

Чем более я о нём думаю, тем смутнее становится он для меня. Было время, когда влияние его на меня походило на очарование. Имея возможность делать из меня, что ему вздумается, он по своей же ошибке лишился этого права. (…) Вскоре г-н Б. перестал скрывать свои чувства ко мне, и во всеуслышание объявил, что я его любимейшее дитя, что он берет меня на своё попечение и торжественно поклялся в этом моей матери, затеплив лампаду перед образом Спасителя. Он перед светом удочерил меня.

Ещё в институте Бецкой шутливо предлагал ей: «Кем Вы меня хотите видеть — мужем или отцом?». Она отвечала, что отцом. Тем не менее, он не желал ни удочерять её, ни жениться, и безумно ревновал девушку. После выпуска увёз её к себе в дом, чем поставил их обоих в двусмысленное положение, которое она в своих воспоминаниях выставляет исключительно целомудренным.

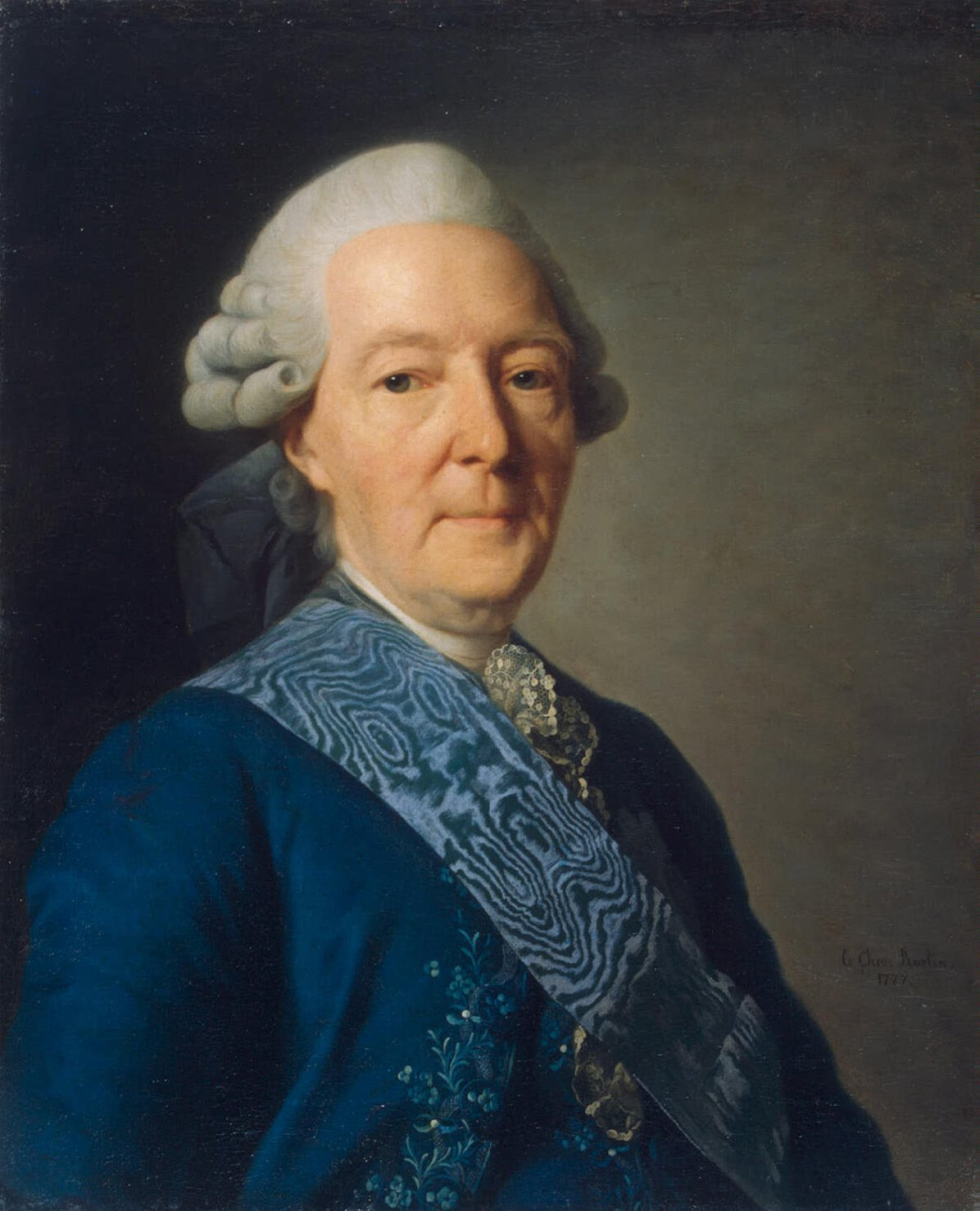
Бецкой

Стараясь удалить меня от всех, кто пользовался моим доверием и самому вполне овладеть им, он так ловко устроил, что никто не смел открыть мне его намерений, а они были так ясны, что когда я припоминаю его поведение, то удивляюсь своей глупости. (…) Несчастный старец, душа моя принадлежала тебе; одно слово, и я была бы твоею на всю жизнь. К чему были тонкости интриги в отношении к самому нежному и доверчивому существу?… Тебя одного я любила и без всяких разсуждений вышла бы за тебя замуж. Значит, ты обманывал меня, говоря, что муж мой будет твоим сыном. И точно, он часто говорил со мной о блестящей участи, которую он мне готовил, и требовал от меня одного условия: выбрать того, кто согласится, подчинясь ему, жить в доме, который он хотел мне подарить. Всякая бы другая заметила, что его поведение не согласовалось с его речами; я же о том догадалась, когда уже было поздно: поведение его сбило меня совершенно с толку. (…) 
Страсть его дошла до крайних пределов и не была ни для кого тайною, хотя он скрывал её под видом отцовской нежности. Я и не подозревала этого. В 75 лет он краснел, признаваясь, что жить без меня не может. Ему казалось весьма естественным, чтобы 18-летняя девушка, не имеющая понятия о любви, отдалась человеку, который пользуется ея расположением. Разсуждал он правильно, но ошибался в способах достигнуть своей цели. (…) Если никто не любил меня более Ивана Ивановича, зато никто не сделал мне столько зла как он.

Глафира была назначена встречать вторую невесту Павла на русской границе, и затем была приставлена в свиту к Марии Федоровне, жене Павла, с которой вначале была в дружеских отношениях, а потом рассорилась, то ли из-за ревности великой княгини к мужу, то ли из-за появления Нелидовой. Казимир Валишевский указывает, что симпатия Павла к Глафире получила своё кратковременное удовлетворение.
Формальным поводом покинуть двор стал её брак в 1777 году с А. А. Ржевским (1737—1804) — поэтом, масоном, вице-директором Академии наук, вдовцом после кончины Александры Ржевской, бывшим её старше на 20 лет, ради которого она отказала графу Брюлю. Этому браку способствовали граф Орлов и Протасова, желая доставить неприятность Бецкому.

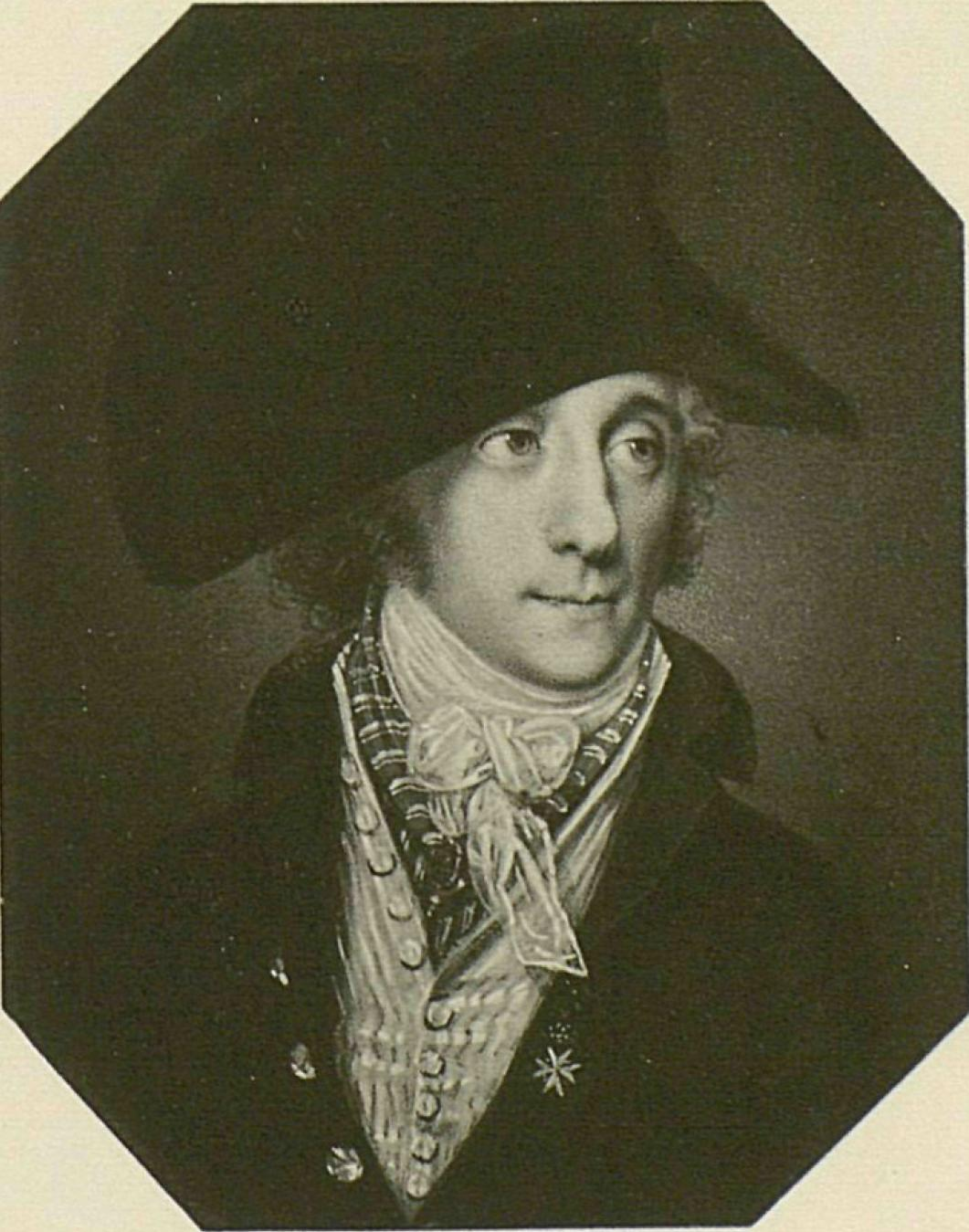
Ржевский

Бецкой, хотя продолжал ревновать, не сумел расстроить одобренный императрицей брак. (Кстати, на другой день после свадьбы Ржевскому пришлось заплатить за платья, которые Бецкой покупал для Глафиры ещё при выпуске из института). Бецкой предложил молодоженам жить в своем доме: «Тогда он вывел на сцену давно забытое условие, а именно: обещание поселиться у него в доме, которое прежде пугало Ржевского и на которое он рассчитывал, чтобы расстроить свадьбу. Он унижался до мольбы передо мной, представляя необходимым, для нашей репутации, чтобы мы хотя на несколько месяцев поселились в доме, который он устроил для нас. Я окончательно уговорила Ржевскаго согласиться. Тогда интриги прекратились, но Ив. Ив-ч все таки надеялся поколебать мою решимость и добиться моей руки с помощию своего настойчиваго постоянства. Перед алтарем, будучи посаженым отцем, он представлял мне примеры замужеств расходившихся во время самаго обряда венчания, и подстрекал меня поступить таким же образом».
Он так активно вмешивался в их семейную жизнь, масла в огонь добавляла и незаконная дочь Бецкого, А. И. Дерибас, которая опасалась, что Бецкой перепишет завещание в пользу Ржевской. Обстановка в доме была невыносимой и Ржевским пришлось бежать от старика в Москву, Бецкого от расстройства сразил паралич.

### Ржевский
В новом доме супруги воспитывали сыновей (Александр, Павел, Константин и Алексей) и дочь Марию, в будущем фрейлину, каковую должность Глафира обеспечила благодаря своим связям. Сама она была награждена орденом Екатерины малого креста.
Державин посвятил супругам Ржевским одну из своих од — «Счастливое семейство»:

В дому его нет ссор, разврата,

Но мир, покой и тишина:

Как маслина плодом богата

Красой и нравами жена (…)

Как розы, кисти винограда

Румянцем веселят своим,

Его благословенны чада

Так милы вкруг трапезы с ним.

После вступления на престол Павла хотела вернуться ко двору, впуталась в интриги, поссорилась и с Нелидовой, и с Бенкендорф, и потерпела неудачу. Её муж также впал в опалу у Павла и скончался. (Одна из интриг привела, в частности, к тому, что Ржевские на 2 часа опоздали на венчание своей дочери Марии в Петергофе, чем привели Павла I в жгучую ярость). От нового государя, Александра I вдова получила большую пенсию за мужа и 63 тысячи рублей на уплату его многочисленных долгов.
Мужем Марии Ржевской стал Николай Свистунов. Их сын Пётр Свистунов станет декабристом. Из мемуаров Долгорукова известно, что Елизавета Рубановская, свояченица и впоследствии гражданская жена Александра Радищева, была близкой подругой Глафиры ещё со времён Смольного. Когда Елизавета уехала вслед за Радищевым в Сибирь, Алымова не только переписывалась с ней, но и активно помогала посылками, заботилась о старших сыновьях Радищева, оставшихся в Петербурге, а после её смерти взяла на себя заботу о всех осиротевших детях Радищева. Варвара Александровна Зыбина также пользовалась её покровительством и стала её приемной дочерью.

### Маскле

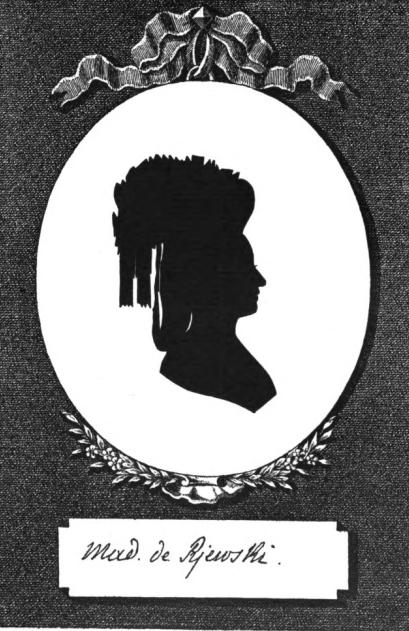
Глафира Ивановна, 1780/1783 г.

Её второй муж, савоец Ипполит Петрович Маскле́, был учителем французского языка и переводчиком басен И. А. Крылова и И. И. Хемницера. Брак вдовы с недворянином на 20 лет её младше был мезальянсом. В сентябре 1805 года Я. Булгаков писал сыну:
Из Петербурга есть странные известия. Глафира Ивановна Ржевская, жена умершего сенатора, образец девиц воспитанных в монастыре, на которой хотел жениться Бецкой, пример жен добродетельных, гордая, умная, строгая мать, имеющая уже внучат и около 50-ти лет, влюбилась в моторыгу, провиантского капитана, потерявшего место и находящегося даже теперь под судом, и за него вышла. Ни советы приятелей, ни слезы родни, ни увещания Государя, к которого покровительству фамилия прибегла, ничто на свете не могло её удержать от подобного дурачества.
Вероятно, чтобы избежать скандала, Глафира добилась аудиенции у Александра I, который сказал ей: «Никто не вправе разбирать, сообразуется ли такое замужество с нашими летами и положением в свете. Вы имеете полное право располагать собою и, по-моему, прекрасно делаете, стараясь освятить таинством брака чувство, не воспрещаемое ни религией, ни законом чести. Так должно всегда поступать, если это только возможно. Я понимаю, что одиночество Вам в тягость; дети, будучи на службе, не могут оказывать Вам должного ухода. Вам нужен друг. По уважению, которое Вы внушаете, в достоинстве Вашего выбора нельзя сомневаться».
Император пожаловал молодожёну дворянство, затем Глафира помогла ему получить камергерский ключ и пост русского консула в Ницце.
Похоронена на Ваганьковском кладбище в Москве. Оставила воспоминания, по мнению великого князя Николая Михайловича, выдающие её характер: «Несимпатичная личность Ржевской тем ярче выступает в её „Записках“, чем более она старается объяснить свои поступки высокими побуждениями. Завистливая и неблагодарная, тщеславная и мелочная, она, не стесняясь, позднее жалуется на то, что благоговение, оказываемое ей и её мужу Великим Князем и Великой Княгиней, приезжавшими к ним, „то завтракать, то обедать“, „порождало толки“, и что „милость эта, при их скромных средствах, обходилась весьма дорого“. Несмотря на своё „отвращение“ ко двору и своё „бескорыстие“, Ржевская, как могла, пользовалась своим положением и сама себя при этом уличает: „Я носила цепи, налагаемые рабством, только до тех пор, пока положение это могло быть полезно детям моим, когда же они перестали в нём нуждаться, я покинула Двор“». Эти «Памятные Записки» были напечатаны в «Русском Архиве», 1871 год; на русский с французского их перевела правнучка Глафиры, дочь декабриста Петра Свистунова Магдалина Петровна.
Коллекция книг Алымовой хранится в Тульской ОУНБ.

## Дети
В первом браке у Глафиры Ивановны была дочь и четыре сына:
- Мария Алексеевна (26 июня 1778 — 1 сентября 1866) — фрейлина, с 1800 года была замужем за камергером Н. П. Свистуновым (1770—1815). После смерти мужа перешла в католичество.
- Александр Алексеевич (26 марта 1781 — 2 июня 1807) — с 1796 года офицер лейб-гвардии Семёновского полка, в 1802 году флигель-адъютант, в 1806 году полковник. Погиб в сражении. Был женат на Варваре Александровне Римской-Корсаковой (1784—1813), свояченице композитора А. А. Алябьева; дочери Марии Ивановны и Александра Яковлевича Римских-Корсаковых, их дом на Страстной площади, принимавший Пушкина, Грибоедова, Давыдова, считается прототипом дома Фамусова. Рано овдовев, в 1812 году Варвара Александровна была помолвлена с князем Владимиром Михайловичем Волконским (1761—1845), но из-за захвата французами Москвы свадьба была отложена. По словам современницы, «высокая ростом, статная, стройная, величественной осанки, она имела замечательно приятный голос»[7], но «жизнь её была незавидная». Умерла в мае 1813 года от горловой чахотки. Похоронена на кладбище Николо-Пешношского монастыря.
- Павел Алексеевич (8 апреля 1783 — 30 января 1852) — в 1802 году поручик лейб-гвардии Семёновского полка, в 1805 году ротмистр, позднее камергер, действительный статский советник. Живя в Москве, принадлежал к литературному кружку, куда входили Вяземский и В. Л. Пушкин. Умер холостым.
- Константин Алексеевич (15 ноября 1788—1837), действительный статский советник. Был женат на Елизавете Григорьевне Колокольцевой (09.03.1803[8]—24.05.1882). У них были дети: Григорий (29.04.1820[9]—1880), Елизавета, Леонида (04.01.1829[10]) и Павел (1833). Константин Алексеевич владел имением в Орловской губернии, Знаменский район, село Селихово.
- Алексей Алексеевич (4 октября 1791 — 24 октября 1792)

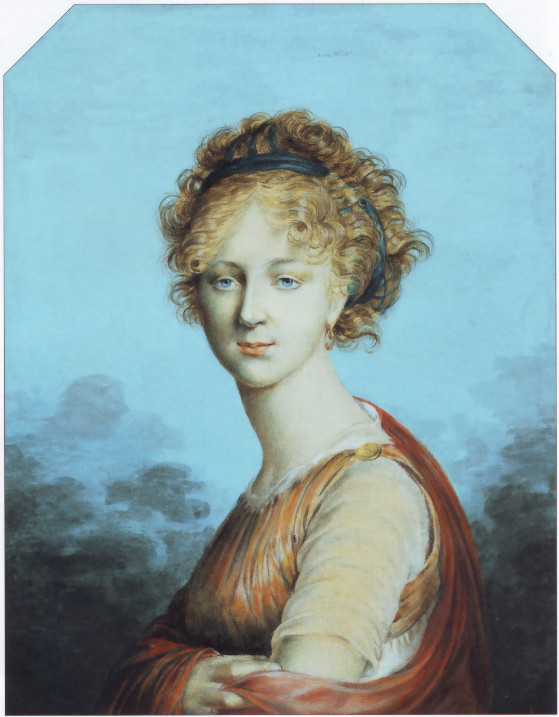
Мария Алексеевна, дочь
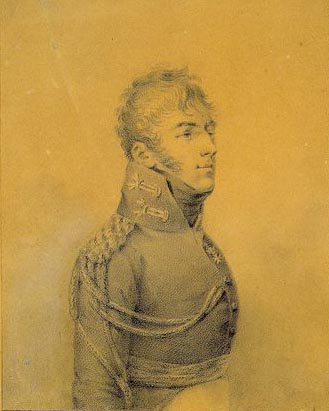
Александр Алексеевич, сын
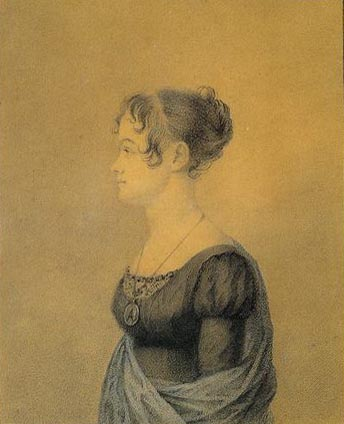
Варвара Александровна, невестка
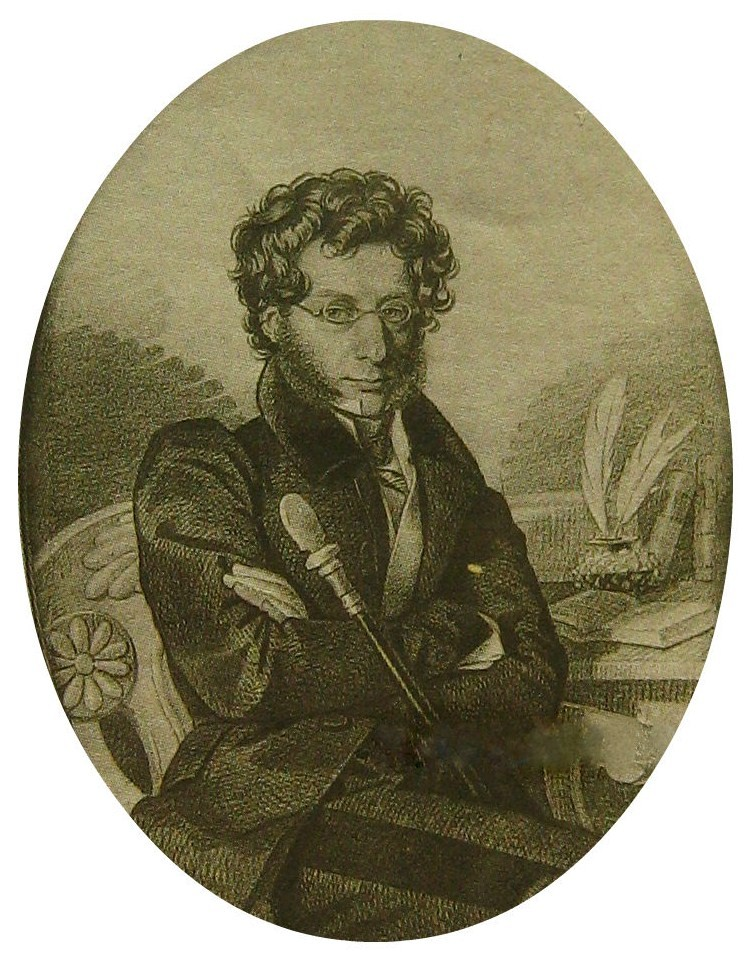
Константин Алексеевич, сын
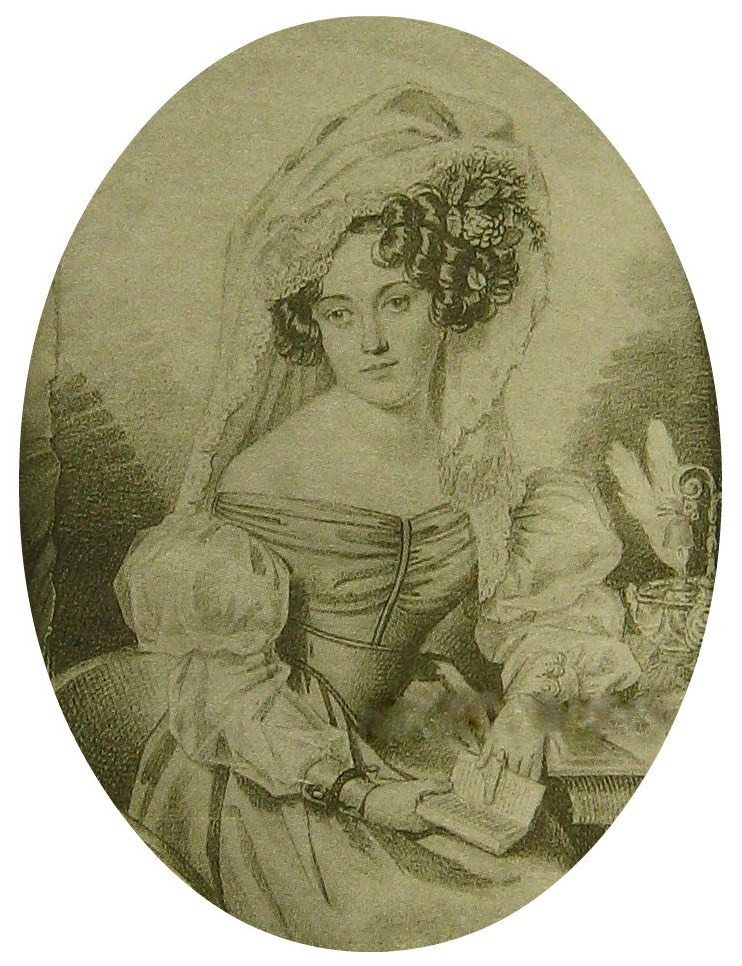
Елизавета Григорьевна, невестка

## Литература

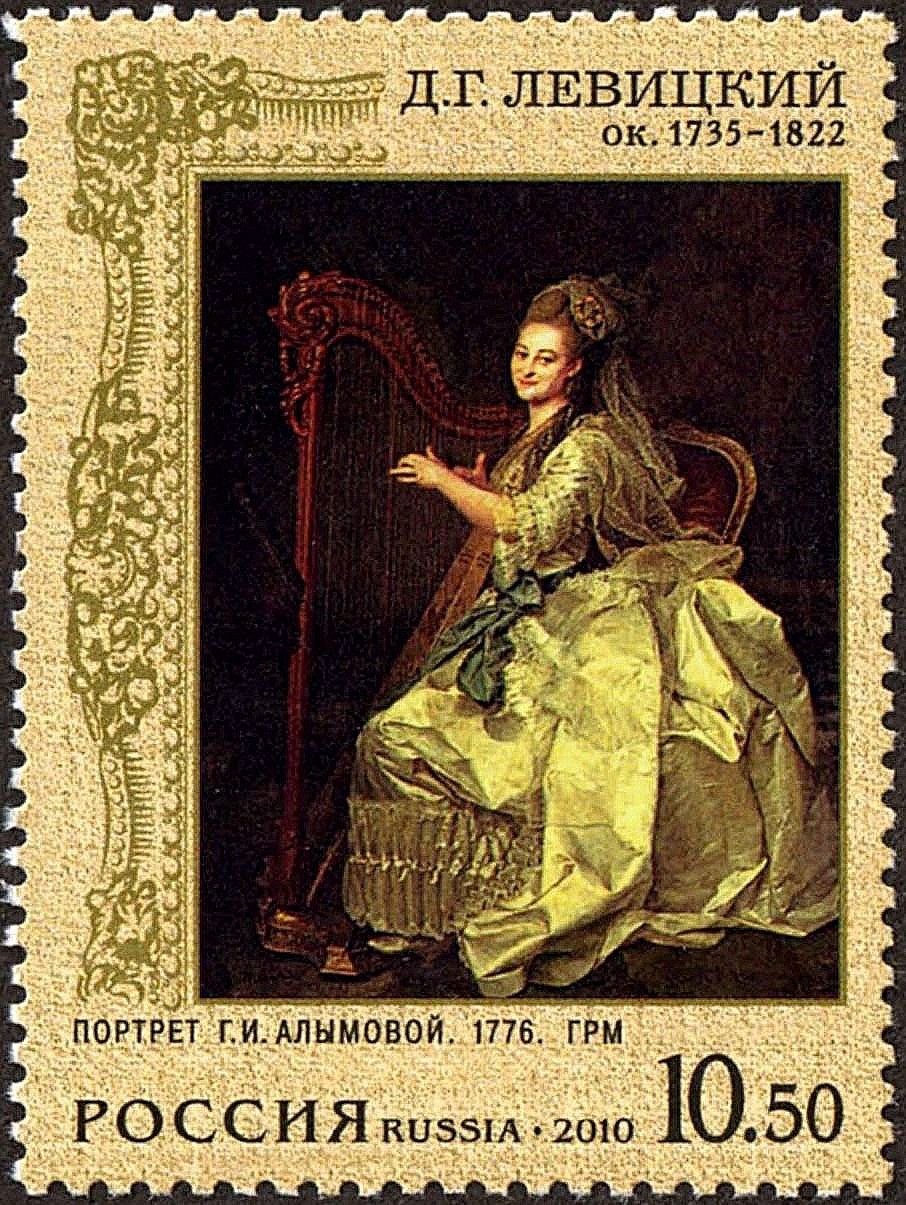
Почтовая марка России, 2010 год: Портрет Г. И. Алымовой